# Rhys Mansel

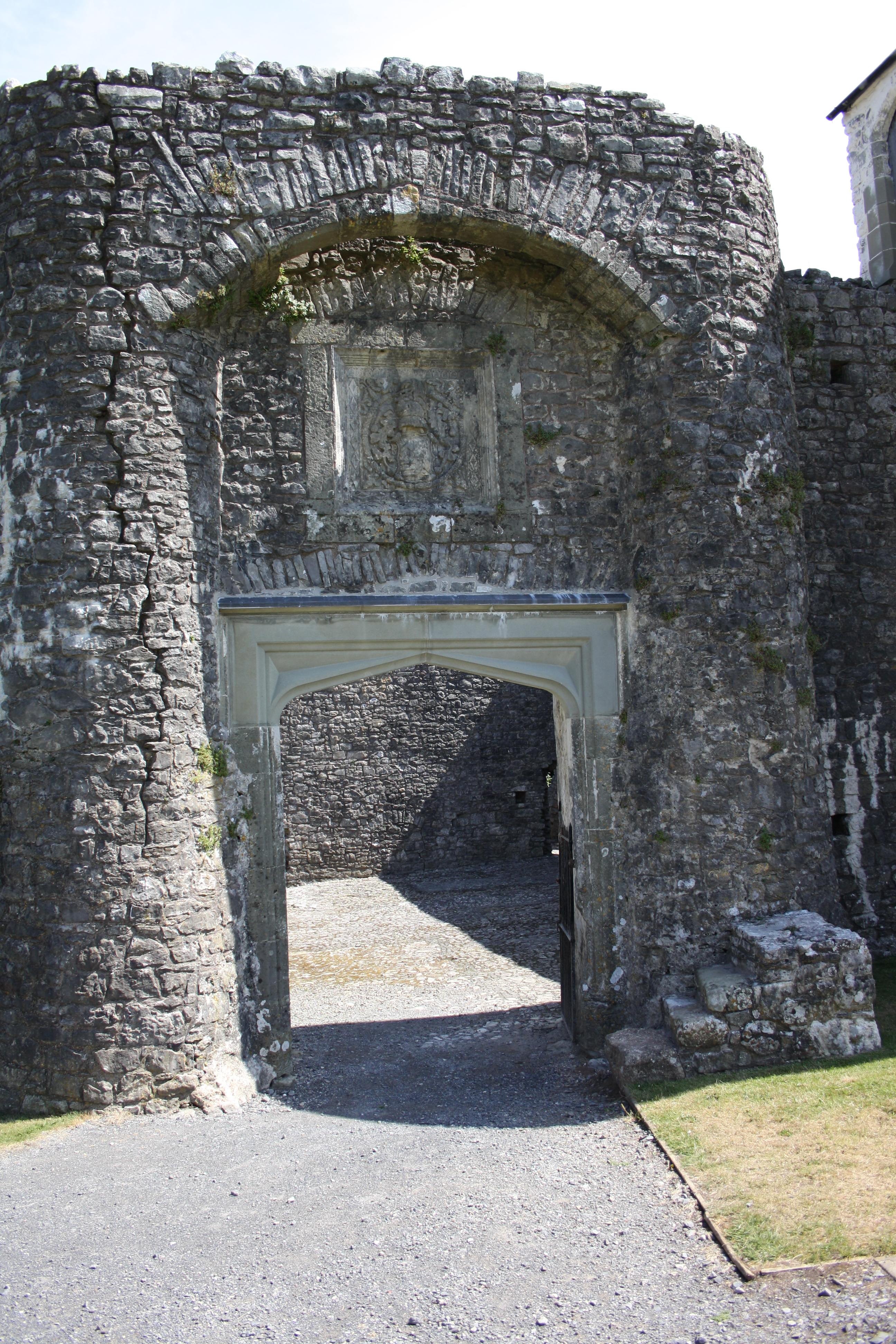
Das Tor von Oxwich Castle mit dem Wappen von Rhys Mansel

Sir Rhys Mansel, auch Rice Mansel  oder Mansell genannt (* 25. Januar 1487 in Oxwich; † 10. April 1559 in Clerkenwell), war ein walisischer Adliger, Staatsmann und Militär.

## Herkunft
Rhys Mansel entstammte der walisischen Familie Mansel, die bereits Ende des 13. Jahrhunderts auf der Gower erwähnt wird. Rhys Großvater Philip Mansel heiratete Mabel, eine Tochter von Gruffudd ap Nicolas. Als Anhänger des Hauses Lancaster wurden ihm 1464 durch Parlamentsbeschluss seine Ländereien aberkannt. Sein Sohn Jenkin Mansel nahm 1485 als Gefolgsmann von Rhys ap Thomas, dem Enkel von Gruffudd ap Nicolas, an der Schlacht von Bosworth teil. Nach der Schlacht erhielt er die Ländereien seines Vaters zurück und der Parlamentsbeschluss zur Einziehung der Güter wurde annulliert. Aus seiner 1486 geschlossenen Ehe mit Edith Kyme (ca. 1450–1510) hatte er neben vier Töchtern einen Sohn, Rhys Mansel, dessen Taufpate Rhys ap Thomas war. Als Jugendlicher wurde Rhys seinem Onkel Matthew Cradock, einem Seefahrer und Kaufmann aus Swansea anvertraut. 1509 führte er im Auftrag seines Onkels mehrere Handelsschiffe. Nach dem Tod seines Vaters übernahm er 1510 die Verwaltung der Familiengüter. 1511 heiratete er sein Mündel Eleanor Basset. Seine Frau starb bereits kinderlos vor 1517, doch Mansel erhielt lebenslanges Nutzungsrecht an dem Herrenhaus Beaupre Castle, das er später ausbaute.

## Aufstieg unter Heinrich VIII. und Maria I.
1517 diente er als Soldat unter dem Earl of Worcester in Flandern. Um 1520 begann er mit dem Bau eines neuen Herrenhauses in Oxwich Castle, das um 1538 fertiggestellt wurde. 1526 wurde er zum Ritter geschlagen. Seine dritte Frau Cecily Dabridgecourt, die er 1527 heiratete, war eine Hofdame von Prinzessin Maria, der ältesten Tochter Heinrichs VIII. Zwischen den beiden Frauen bestand eine Freundschaft, die auch nach der Hochzeit Cecilys fortbestand und die Rhys den Zugang zum Hof öffnete. Bei der Niederschlagung der Rebellion von Thomas FitzGerald in Irland zeichnete er sich 1535 durch Tapferkeit während der Eroberung der Burg von Maynooth aus. 1536 wurde er Chamberlain of Chester und Mitglied des Council of the Marches. 1537 pachtete er die Ländereien der aufgelösten Margam Abbey, die er dann 1540 kaufte. Den beträchtlichen Kaufpreis von über £ 2482 zahlte er bis 1557 ab, doch mit diesem Erwerb konnte er seinen Grundbesitz verdreifachen und wurde so zu einem der bedeutendsten Grundbesitzer in Südwales. In Margam errichtete er ein neues Herrenhaus, das zu seinem Hauptwohnsitz wurde.
Im Krieg gegen Frankreich und Schottland führte er 1543 als Vizeadmiral eine Flotte von zehn Schiffen im Ärmelkanal, ohne Erfolge erringen zu können. Erfolgreicher war ein Überfall gegen Rothesay Castle auf der Isle of Bute, den er 1544 führte. Weitere Ämter erhielt er während der Herrschaft des streng protestantischen Eduards VI. aufgrund der Freundschaft seiner Frau mit der katholischen Prinzessin Maria nicht mehr. Bei der Krönung Marias 1553 dagegen befehligte er eine 500 Mann starke Garde, während seine Frau einen Ehrenplatz erhielt. Maria ernannte ihn zum Kämmerer und Kanzler von Südwales und der Countys Carmarthenshire und Cardiganshire, wodurch er ein mächtiger königlicher Vertreter in Südwales wurde. 1557 erteilte sie ihm das Privileg, eine eigene, 50 Mann starke Leibgarde zu unterhalten.

## Konflikt mit den Herberts
Durch den Aufstieg von Rhys wurde er zum Rivalen von Walter Devereux und dem Earl of Worcester, eventuell sogar zum Rivalen der Herberts. Vermutlich trug diese Rivalität mit zu einem Zwischenfall bei, der im Dezember 1557 vor Oxwich Castle stattfand. Sir George Herbert aus Swansea zog mit einigen Gefolgsleuten nach Gower, um gegen Rhys Sohn Edward Mansel die Bergungsrechte an einem vor Oxwich Point gestrandeten Handelsschiff einzufordern. Zwischen den Gefolgsleuten von Mansel und den Leuten von Herbert kam es zu einem Handgemenge, bei dem Rhys Schwester Anne vermitteln wollte. Dabei wurde sie von einem Steinwurf eines Gefolgsmanns von Herbert am Kopf getroffen, an der Verletzung starb sie sechs Tage später. Rhys klagte Herbert vor der Star Chamber an, die Herbert zu einer hohen Geldstrafe verurteilte, die Rechte an dem Schiff den Mansels zusprach und den Gefolgsmann, der den tödlichen Steinwurf tat, vor ein Gericht stellen ließ. Doch das Gericht sprach den Täter später frei, während sich Herbert bis zu seinem Tod 1570 der Zahlung der Geldstrafe entzog. Dies führte zu einer lang andauernden Fehde zwischen den Familien Mansel und Herbert.

## Tod und Begräbnis
Bevor die neue Königin Elisabeth die religiösen Änderungen ihrer Schwester wieder rückgängig machen konnte, starb Rhys Mansel in seinem Stadthaus in Clerkenwell bei London. Er erhielt ein aufwändiges Begräbnis nach katholischen Ritus in St Bartholomew-the-Great in Smithfield. In der Abteikirche von Margam befindet sich sein prachtvolles leeres Grabdenkmal. Sein Erbe war sein ältester Sohn Edward Mansel.

## Familie und Nachkommen
Rhys Mansel war dreimal verheiratet, aus seiner zweiten und dritten Ehe hatte er mehrere Kinder:
1. ⚭ 17. Mai 1511 Eleanor Basset († vor 1517), Tochter von James Bassett von Beaupre
2. ⚭ 1520 Anne Brydges
  1. Cathrin Mansel (* ca. 1523, † um 1592) ⚭ William Basset von Beaupre
  2. Elsbeth Mansel († um 1591)
3. ⚭ 1527 Cecily Daubridgecourt († 1558), Tochter von John Daubridgecourt aus Solihull
  1. Edward Mansel (* um 1530; † 5. August 1595)
  2. Anthony Mansel (* 1531; † September 1604)
  3. Mary Mansel (* 1531; † nach 1559)[5]